# Cryptopygus arcticus
Cryptopygus arcticus är en urinsektsart som beskrevs av Christiansen och Bellinger 1980. Cryptopygus arcticus ingår i släktet Cryptopygus och familjen Isotomidae. Inga underarter finns listade i Catalogue of Life.